# Euderus pecki
Euderus pecki är en stekelart som beskrevs av Yoshimoto 1971. Euderus pecki ingår i släktet Euderus och familjen finglanssteklar. Inga underarter finns listade i Catalogue of Life.